# راسل بردلی
راسل بردلی (انگلیسی: Russell Bradley؛ زادهٔ ۲۸ مارس ۱۹۶۶) بازیکن فوتبال اهل بریتانیا است.
از باشگاه‌هایی که در آن بازی کرده‌است می‌توان به باشگاه فوتبال ناتینگهام فارست، باشگاه فوتبال اسکانتورپ یونایتد، باشگاه فوتبال هرفورد یونایتد، و باشگاه فوتبال هارتل پول یونایتد اشاره کرد.